# Kirche der Kreuzauffindung (Liberec)

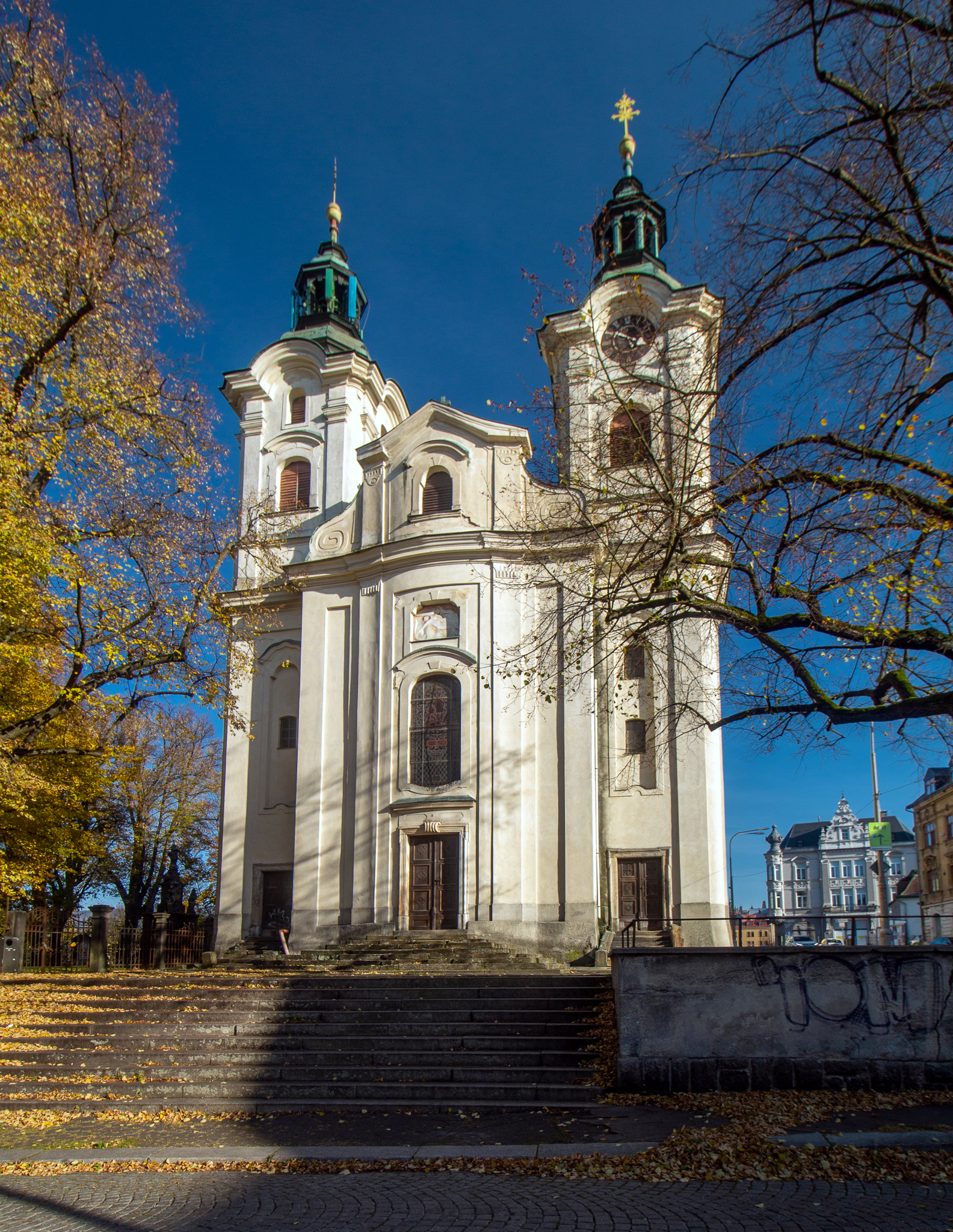
Kreuzkirche Liberec, Westansicht

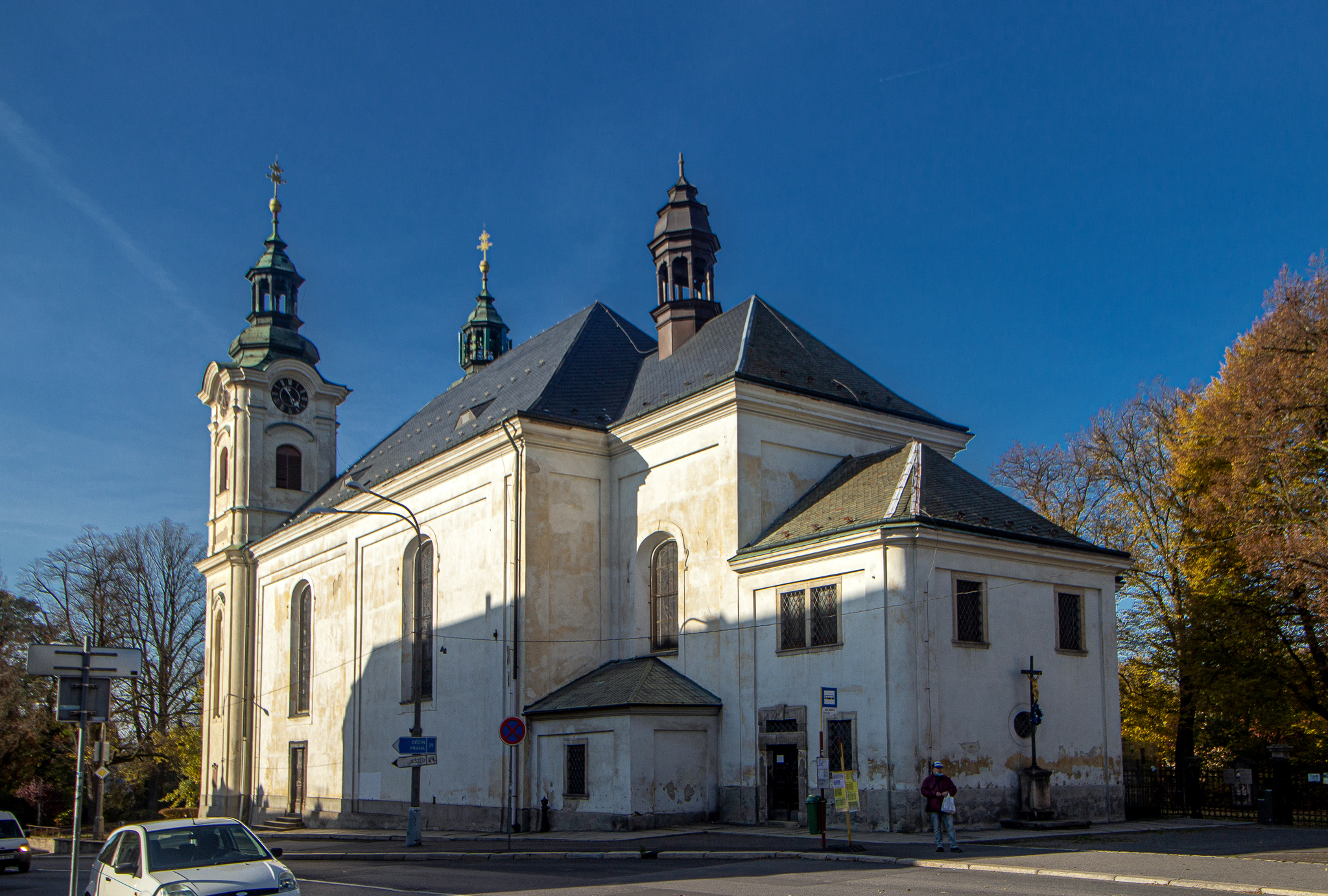
Ostseite

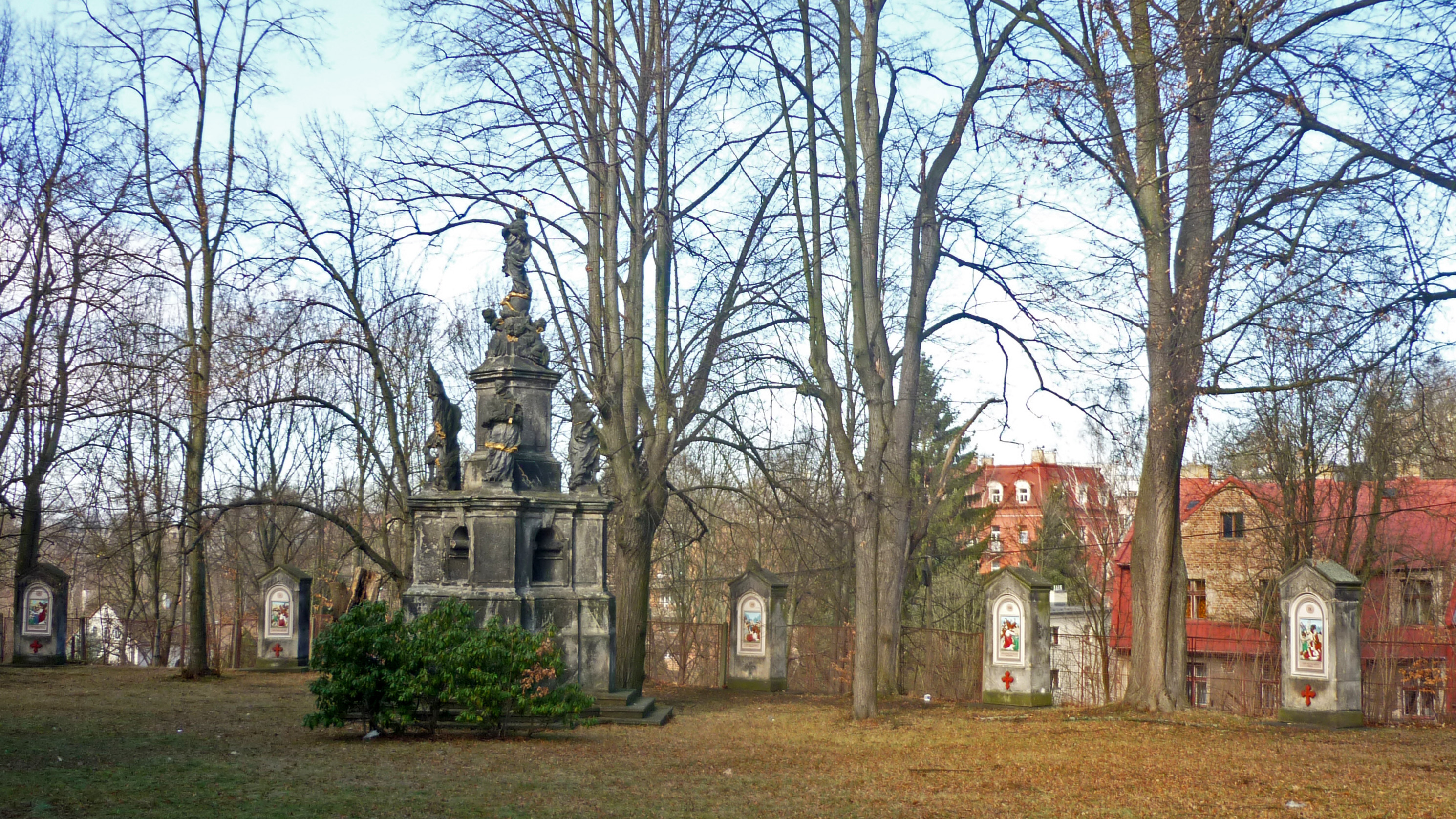
Kreuzweg um Mariensäule

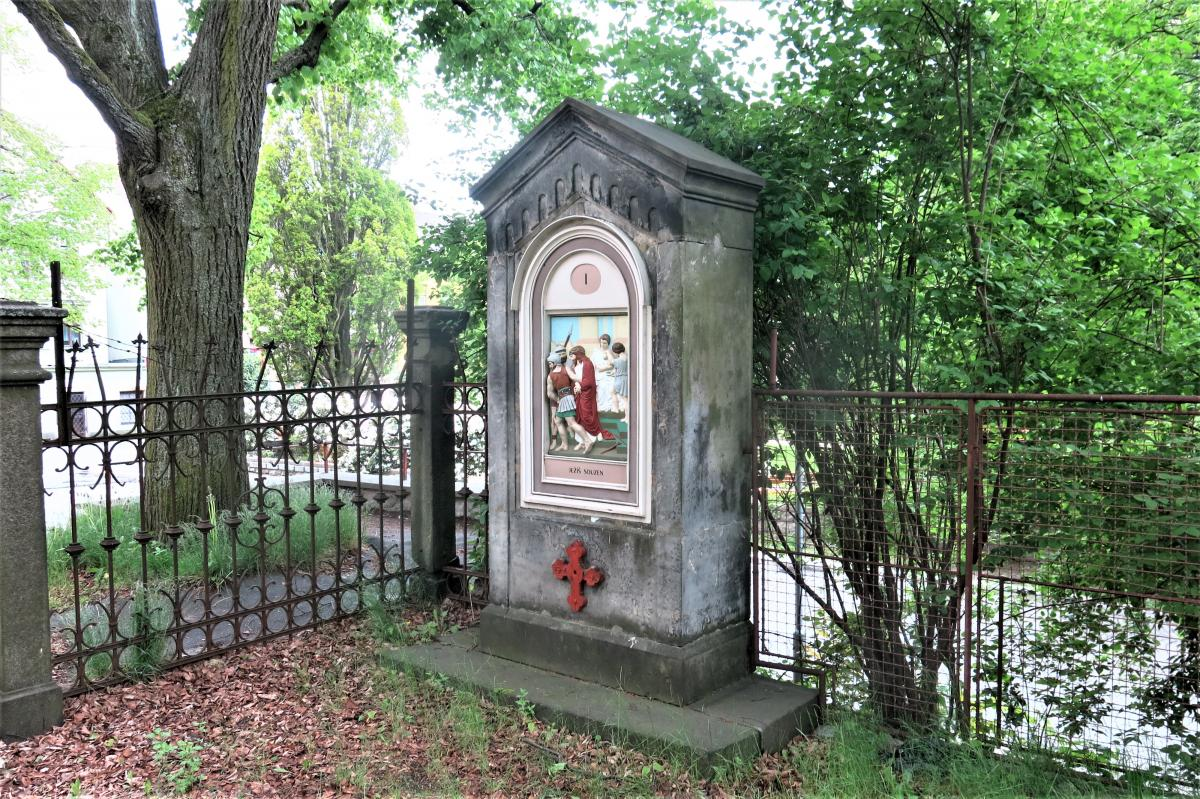
Erste Kreuzwegstation

Die Kirche der Kreuzauffindung, kurz: (Heilig-)Kreuzkirche in Liberec (deutsch Reichenberg), wurde auf Veranlassung Franz Ferdinand von Gallas’ nach Plänen von Marcantonio Canevalle errichtet. Der Bau der zunächst „kleine[n] Kirche“ erfolgte in den Jahren 1695–1698. Der Reichenberger Baumeister Johann Josef Kunze erneuerte die Kirche von 1753 bis 1756 im spätbarocken Stil. 1761 wurde die Inneneinrichtung vollendet und die Kirche auf das Hochfest Kreuzauffindung geweiht.
Der Eingang der nach Osten ausgerichteten Kirche befindet sich im Westen, auf dem nördlichen Platz neben der Kirche sind das Heilige Grab, der Kreuzweg und die Mariensäule.
Ursprünglich befand sich auf dem heutigen Kirchenareal ein im Jahr 1680 angelegter Pestfriedhof.
Das von Franz Xaver Palko gemalte Altarbild zeigt die Kaiserin Helena, wie sie das „neu aufgefundene Heilige Kreuz“ verehrt. Der Hochaltar „mit Tabernakel und einem Pelikan als Symbol des Erlösers“ stammt aus dem Jahr 1760. Über dem Altar befindet sich eine Vitrine mit der schmerzhaften Maria Mutter Gottes von Anfang des 16. Jahrhunderts. Seitlich stehen lebensgroße Statuen von Moses und Aaron.

## Kreuzweg
Der Kreuzweg nördlich der Kirche hinter der Mariensäule stammt aus dem Jahr 1760 und wurde in der zweiten Hälfte des 19. Jahrhunderts erneuert.